# Larkin Poe
I Larkin Poe sono un gruppo roots rock e blues fondato ad Atlanta, Georgia dalle sorelle Rebecca e Megan Lovell nel 2010.

## Storia del gruppo
Rebecca e Megan Lovell intrapresero sin da giovanissime la carriera musicale formando nel 2005 insieme alla sorella Jessica le Lovell Sisters, un gruppo di genere bluegrass e americana. La band annunciò lo scioglimento nel dicembre 2009, dopo aver autoprodotto due album indipendenti (When forever rolls around (2005) e Time to grow (2009)) oltre al DVD Live at the Philadelphia Folk Festival (2008) ed aver girato in tour per quattro anni, esibendosi tra l'altro al Bonnaroo Music Festival e partecipando al Grand Ole Opry. Nel gennaio 2010 Rebecca e Megan formarono il gruppo Larkin Poe dal soprannome del loro bis-bis-bis-bis-bisnonno e dalla lontana discendenza da Edgar Allan Poe.
Nel triennio successivo i Larkin Poe hanno autoprodotto, oltre al loro Live from Stongfjorden in DVD, anche 5 EP indipendenti e 2 album in collaborazione con altri artisti. Si tratta degli EP con le quattro stagioni (Spring (2010), Summer EP (2010), Fall EP (2010) e Winter EP (2010)) ed il successivo Thick As Thieves EP (2011), The Sound of the Ocean Sound in collaborazione con Thom Hell (2013) e Killing Time EP, in collaborazione con Blair Dunlop (2013). In quel periodo hanno girato in tour con Elvis Costello a partire dal 2011 e aperto anche per i concerti di Don Henley e Jackson Browne.
Alla fine del 2013, in seguito alla firma di un contratto discografico con l'etichetta RH Music, la band iniziò a lavorare al suo primo album in studio, KIN, uscito nel 2014.
Nel marzo 2014 il produttore T Bone Burnett chiamò le sorelle per la registrazione di parti strumentali nell'album Lost on the River: The New Basement Tapes, insieme al supergruppo The New Basement Tapes costituito da Marcus Mumford dei Mumford & Sons, Elvis Costello, Jim James dei My Morning Jacket, Taylor Goldsmith dei Dawes e Rhiannon Giddens. Rebecca e Megan comparvero anche nel documentario Lost Songs: The Basement Tapes Continued trasmesso su Showtime.

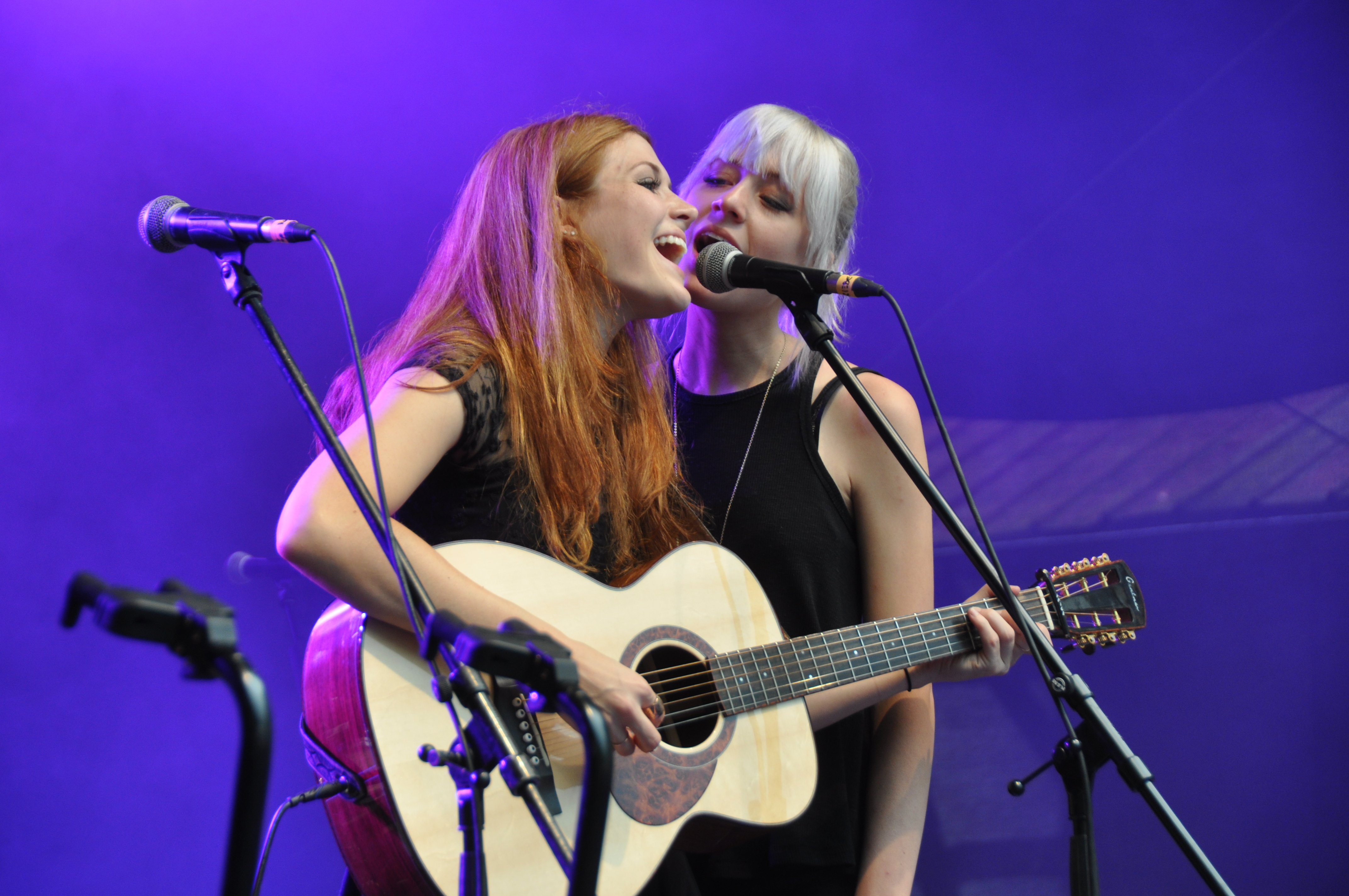
Rebecca e Megan Lovell al Blacksheep Festival 2014

Nel giugno 2014 i Larkin Poe si esibirono al Glastonbury Festival e furono definiti "best discovery of Glastonbury" dal The Observer.
Nell'aprile 2016 le sorelle pubblicarono il loro secondo album Reskinned e parteciparono all'album We're All Somebody from Somewhere di Steven Tyler.
Nel febbraio 2017 i Larkin Poe si esibirono nell'omaggio a Tom Petty organizzato dalla fondazione MusiCares, insieme ad artisti come Jackson Browne e Don Henley.
Nel 2018 il terzo album autoprodotto dei Larkin Poe, Peach, ha ottenuto da Blues Foundation una nomination facendo concorrere la band al premio per il miglior artista emergente.
La cover firmata Larkin Poe del brano della tradizione gospel John the Revelator è stata utilizzata come sigla finale nell'episodio 13 della terza serie televisiva Lucifer in onda su Fox. La loro reinterpretazione del brano tradizionale Tom devil ha fatto parte della colonna sonora della serie The Detail (ottavo episodio della prima stagione) in onda sul maggior network privato canadese, CTV.
Il 9 novembre 2018 i Larkin Poe hanno pubblicato "Venom & Faith", il loro quarto album in studio. L'album è stato registrato a Nashville, prodotto da Rebecca e Megan e mixato da Roger Alan Nichols. Venom & Faith ha raggiunto la posizione numero 1 nella classifica degli album blues di Billboard nella settimana del 24 novembre 2018.
Il loro brano Ain't gonna cry, contenuto nel quarto album della band, è stato incluso nella soundtrack della serie televisiva Wynonna Earp (terzo episodio della terza stagione) trasmessa dal canale statunitense Syfy.

## Formazione

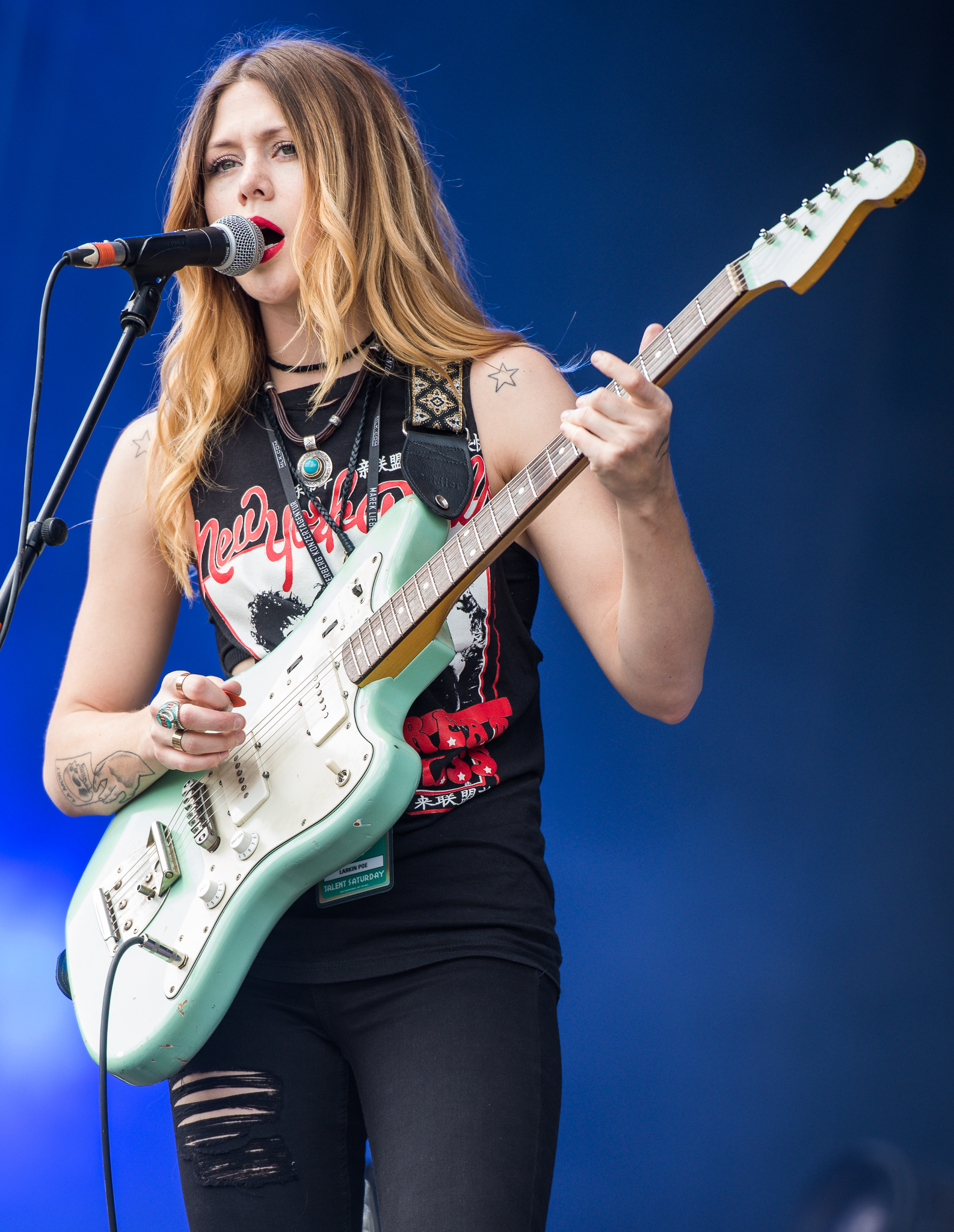
Rebecca Lovell al Rock im Park 2016

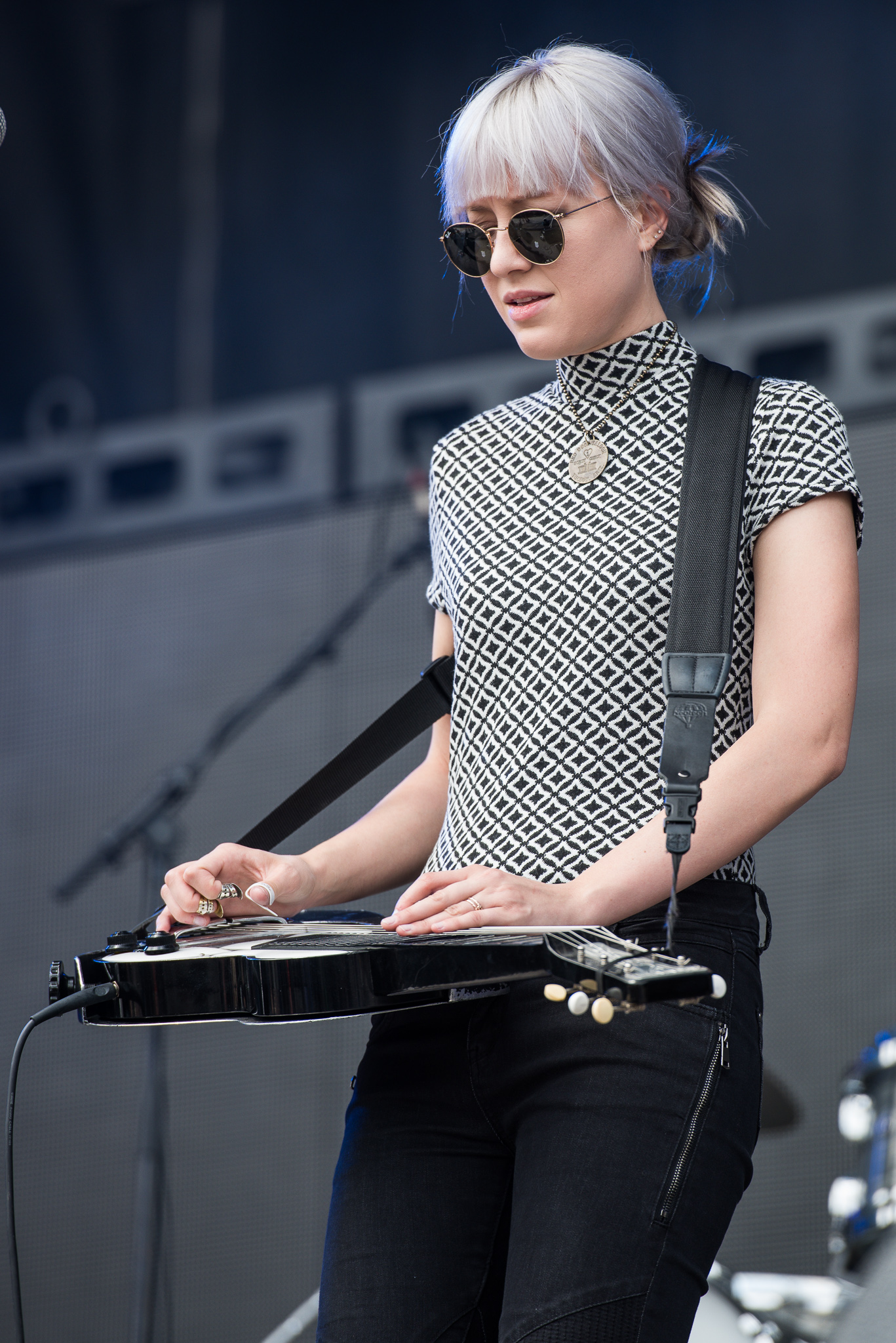
Megan Lovell al Rock im Park 2016

- Rebecca Lovell – voce, chitarra elettrica, chitarra acustica, mandolino[16], banjo, pianoforte
- Megan Lovell – voce, lap steel guitar, slide guitar[16]
- Tarka Layman – basso
- Kevin McGowan – batteria

## Discografia

### Album studio
- 2014 - KIN, RH Music
- 2016 - Reskinned, RH Music
- 2017 - Peach, Tricki-Woo Records
- 2018 - Venom & Faith, Tricki-Woo Records
- 2020 - Self Made Man, Tricki-Woo Records
- 2020 - Kindred Spirits, Tricki-Woo Records
- 2022 - Blood Harmony, Tricki-Woo Records
- 2025 - Bloom

### EP
- 2010 - Spring
- 2010 - Summer
- 2010 - Fall
- 2010 - Winter
- 2011 - Thick as Thieves
- 2023 - An Acoustic Companion, Tricki-Woo Records

### Live
- 2012 - Live from Stongfjorden (DVD)
- 2021 - Paint The Roses (whith Nu Deco Ensemble)

### Collaborazioni
- 2013 - The Sound of the Ocean Sound con Thom Hell, Edvins Records
- 2013 - Killing Time (EP) con Blair Dunlop, Rooksmere Records

### Partecipazioni in album di altri artisti
- 2010 - The Rainy Day Sessions (EP) di A Rocket to the Moon
- 2012 - Blight and Blossom di Blair Dunlop
- 2012 - Shuffle and Deal di Gilmore & Roberts
- 2014 - Lost on the River: The New Basement Tapes dei The New Basement Tapes
- 2015 - Southern Gravity di Kristian Bush
- 2015 - Detour: Live at Liverpool Philharmonic Hall di Elvis Costello
- 2016 - We're All Somebody from Somewhere di Steven Tyler